# Catephia discistriga
Catephia discistriga là một loài bướm đêm trong họ Erebidae.